# Parafia Trójcy Świętej w Rokitnie
Parafia Trójcy Świętej w Rokitnie – parafia rzymskokatolicka w Rokitnie.
Parafia erygowana w 1919. Obecny kościół parafialny drewniany, wybudowany w 1859 jako cerkiew unicka, od 1874 prawosławna.
Parafia obejmuje: Rokitno, Kolonię Rokitno, Kniejówkę, Koczukówkę, Lipnicę, Michałki, Kolonię Michałki i Pokiniankę.